# Robert Benson (1er baron Bingley)
Robert Benson, 1er baron Bingley, (c. 1676 - 9 avril 1731) est un homme politique anglais du XVIIIe siècle.

## Biographie
Robert Benson est né à Wakefield, le fils de Robert Benson de Wrenthorpe. Il va à l'école à Londres avant d'étudier au Christ's College, à Cambridge.
Il est conseiller municipal de la ville de York et est élu maire de York pour 1707. Il est élu député de Thetford dans le Norfolk de 1702 à 1705, puis député de York de 1705 à 1713.
En 1711, il est admis au Conseil privé et devient chancelier de l'Échiquier jusqu'en 1713. Il est administrateur de la Compagnie de la mer du Sud de juillet 1711 à février 1715. En 1713, il est anobli sous le nom de baron Bingley et devient ambassadeur britannique en Espagne.
Benson fonde la maison seigneuriale de Bramham Park, près de Wetherby, dans le Yorkshire.
À sa mort, en 1731, il est enterré à l'Abbaye de Westminster et le titre de baron Bingley disparait, bien qu'il soit ultérieurement reconstitué pour son gendre. Il épouse Elizabeth, fille de l'hon. Heneage Finch, et a un fils (qui l'a précédé dans la tombe) et deux filles (une illégitime, Mary, qui épouse le diplomate et homme politique John Goodricke). Il est souvent suggéré que Bingley est également le véritable père du soldat, dramaturge et homme politique britannique John Burgoyne, dont il a annulé les dettes par testament. Les restes de sa succession, notamment Bramham Park, vont à sa fille Harriet qui épouse George Fox-Lane (1er baron Bingley).